# Vairano (Vidigulfo)
Vairano è una frazione del comune italiano di Vidigulfo posta a sudest del centro abitato, verso Gattinara. Costituì un comune autonomo fino al 1872.
Nel 1864 assunse la denominazione di Vairano Pavese per distinguersi da altre località omonime. In seguito alla perdita dell'autonomia comunale, tale denominazione cadde in disuso. Nei pressi di Vairano è sito l'Autodromo di Vairano, pista di prova della rivista Quattroruote.

## Storia
Vairano era un piccolo centro abitato di antica origine della milanese, seppur essendo stato lungamente conteso con Pavia nel Medioevo. Al censimento del 1751 la località fece registrare 211 residenti.
L'attuale collocazione in Provincia di Pavia è il frutto delle riforme illuministe del governo austriaco. Il primo decreto in tal senso fu emanato dall'imperatore Giuseppe II nel 1786, ma venne revocato cinque anni dopo. La misura divenne invece definitiva dal 1815, in concomitanza con la proclamazione del Regno Lombardo-Veneto.
L'abitato mostrò nel tempo una discreta crescita demografica per un villaggio agricolo, tanto da far registrare 460 anime nel 1853, scese però a 441 nel 1861. Dopo l'arrivo dei Savoia il paese tornò in crisi, calando a quota 428 residenti nel 1871, e così il municipio fu definitivamente soppresso il 1º novembre 1872 su decreto di Vittorio Emanuele II, venendo annesso a Vidigulfo.